# もりけん
もりけん（1965年9月22日 - ）は、日本の漫画家、イラストレーター。愛知県名古屋市出身。東京デザイナー学院名古屋校（現・名古屋デザイナー学院）卒。

## 経歴
愛知県江南市のサン電子にてファミコンゲームのキャラクターデザインやパッケージイラストを手がける。
同時に徳間書店『わんぱっくコミック』にて自身のデザインしたゲームのコミカライズやオリジナルマンガを展開。
NAXATに移籍。
みのり書房『ゲームプレイヤーコミックス』連載漫画発表。
「カラクリ戦記鬼ケ島」森屋賢吾朗名義にて活動弁士。
デジタルエンタテインメントアカデミー企画・CGの講師。
東京デザイナー学院デジタルイラスト講師。
小学館『てれびくん』「燃えろ!!ロボコン」の漫画連載。
ヒューマンアカデミー横浜校マンガ学科講師。
WebサイトYELLにて「キラキラセカイ」連載。
山根青鬼一門に参加。黄鬼を襲名。
東京デザイン専門学校にてデジタル作画講師。

## 作品

### 漫画作品
- 福武書店
  - るんるんこのみちゃん

- 徳間書店
  - マドゥーラの翼
  - メルヘンヴェール
  - ファンタジーゾーン
  - リップルアイランド
  - マドゥーラの翼外伝
  - マリオだぜ！
  - ストライク！陽
  - ロボット平次
- みのり書房
  - 出会いはいつも
  - わが名はコリューン
  - ぶっとび!バーニングエンジェル
  - れんれん愛蓮ちゃん
- 小学館
  - 燃えろ!!ロボコン
- Web
  - LALALA
  - キラキラセカイ
- 学研
  - ひみつシリーズ都道府県のひみつ

### ゲーム作品
- サン電子
  - ファミリーコンピュータ
    - かんしゃく玉なげカン太郎の東海道五十三次
    - デッドゾーン
    - マドゥーラの翼
    - メルヘンヴェール
    - リップルアイランド
    - スパイハンター
    - アディアンの杖
    - スーパーボーイ・アラン

- NAXAT
  - PCエンジン
    - ダブルリング
    - 1943改
    - バーニングエンジェル
    - ウィザードリィI/II
    - ウィザードリィIII/IV
    - コリューン
    - 熱血高校ドッジボール部サッカー編

  - スーパーファミコン
    - スーパーナグザットオープン
    - 超魔界大戦どらぼっちゃん
    - 銀河戦国群雄伝ライ＜エンジェル発売＞
    - 紺碧の艦隊＜エンジェル発売＞
- その他
  - セガサターン
    - 天地無用！連鎖必要
    - お嬢様を探せ
    - ザ・コンビニ
    - ザ・コンビニ2

  - プレイステーションソフト
    - ザ・コンビニ
    - ザ・コンビニ2
    - ウィザードリィ 〜DIMGUIL〜（ディンギル）

  - Windows
    - 喫茶店はじめちゃいました
    - 笑わないエリカ
    - ハッピーベジフル

### テレビアニメ
- レッドバロン (アニメ)

### 劇場版アニメ
- オーディーン 光子帆船スターライト

### Webアニメ
- からくり戦記鬼ヶ島
- うるとらちゃん